# Plavsko

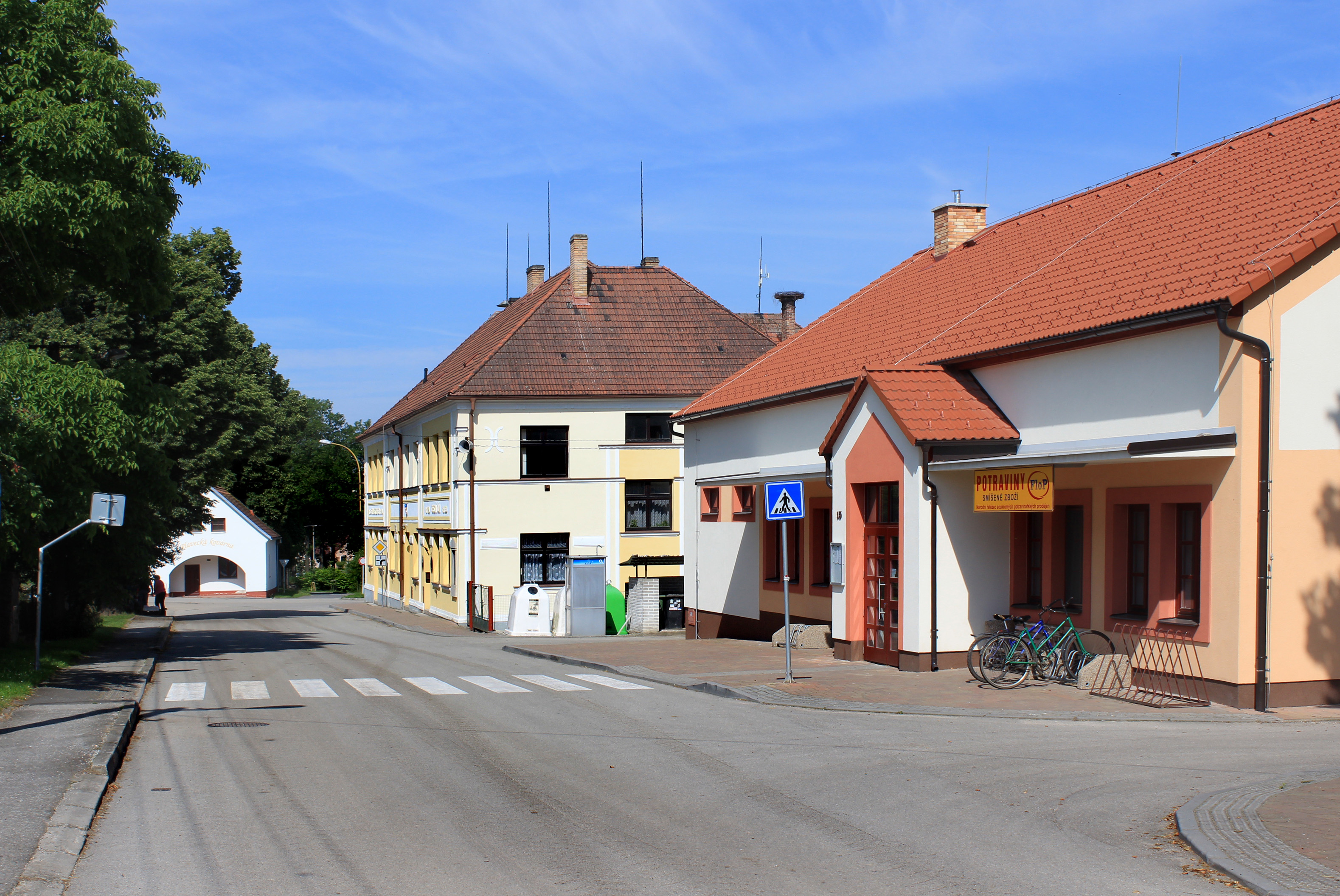
Die Hauptstraße

Plavsko (deutsch Altplatz) ist eine Gemeinde in Tschechien. Sie liegt zehn Kilometer südwestlich von Jindřichův Hradec und gehört zum Okres Jindřichův Hradec.

## Geographie
Plavsko befindet sich rechtsseitig der Nežárka in den südlichen Ausläufern der Kardašořečická pahorkatina. Westlich des Ortes mündet bei Šimanov die Nová řeka in die Nežárka.
Nachbarorte sind Hatín im Norden, Polště im Nordosten, Vydří im Osten, Dvorce und Dolní Lhota im Südosten, Stráž nad Nežárkou im Süden, Nový Řadov im Südwesten, Šimanov, Jednoty und Novosedly nad Nežárkou im Westen sowie Jemčina im Nordwesten.

## Geschichte
Erstmals urkundlich erwähnt wurde das Dorf im Jahre 1379. Ab 1384 gehörte Altplatz zur Herrschaft Hradec und später zu Třeboň. 1518 wurde das Dorf Teil der Herrschaft Stráž, zu der es bis zur Ablösung der Patrimonialherrschaften im Jahre 1848 gehörte.
1920 nahm die Käserei Brunner den Betrieb auf, die die Käsesorten Romadur und Unikat produzierte. 1930 bestand Plavsko aus 165 Häusern und hatte 760 Einwohner. Im Jahre 2003 war die Zahl der Wohnhäuser auf 202 angewachsen, jedoch hat sich die Einwohnerzahl mit 431 fast halbiert.

## Gemeindegliederung
Für die Gemeinde Plavsko sind keine Ortsteile ausgewiesen.

## Sehenswürdigkeiten
- Čertův komín (Teufelsesse), steinerner Pfeiler am rechten Ufer der Nežárka
- Kapelle am Dorfplatz, errichtet 1777, umgebaut 1935
- Barockschloss Jemčina in Jemčina